# Cadalso
Cadalso è un comune spagnolo di 566 abitanti situato nella comunità autonoma dell'Estremadura.
Cadalso